# La Guerre des jumeaux
 (août 2017).
Si vous disposez d'ouvrages ou d'articles de référence ou si vous connaissez des sites web de qualité traitant du thème abordé ici, merci de compléter l'article en donnant les références utiles à sa vérifiabilité et en les liant à la section « Notes et références ».
 (novembre 2017).
- Si vous ne connaissez pas le sujet, laissez ce bandeau (vous pouvez alors contacter les auteurs).
- Si vous supprimez le contenu mis en cause (vous pouvez préalablement contacter les auteurs),

argumentez précisément cette suppression dans la page de discussion
(un manque de référence n'est pas un argument ; une recherche réelle de référence doit avoir été effectuée, être formellement documentée).
La Guerre des jumeaux (titre original : War of the Twins) est un roman de fantasy de la série Lancedragon écrit par Margaret Weis et Tracy Hickman et publié en 1986. C'est le deuxième livre dans la Trilogie des légendes de Lancedragon, une série racontant en détail le voyage des jumeaux imaginaires Raistlin Majere et Caramon Majere, accompagnés de Crysania et Tasslehoff Raclepieds. Ce livre détaille leurs aventures pendant la Guerre de la Porte des Nains, environ 100 ans après le Cataclysme.

## Cadre
L'histoire commence là où s'est achevé le dernier roman. Raistlin, Caramon et Crysania ont voyagé dans le futur, à peu près 100 ans après le Cataclysme, un événement monumental dans le monde de Lancedragon qui a altéré la structure du monde. Ils arrivent dans la Tour de la Haute Sorcellerie à Palanthas. Caramon, avant de persuader Raistlin de stopper sa quête de divinité, doit d'abord l'aider pour retourner dans sa propre époque.

### Étymologie
La Guerre des jumeaux est très probablement une référence à la dévastatrice Guerre de la Porte des Nains qui se produit dans le roman.

## Résumé
Dès son arrivée à la Tour de Haute Sorcellerie, Raistlin est testé par les gardiens morts-vivants pour prouver qu'il est réellement le Maître de la Tour. Il s'avère qu'il a battu Fistandantilus et absorbé son âme, augmentant ainsi immensément son pouvoir. Raistlin va trouver le portail des Abysses, qui lui est nécessaire pour son ascension vers la divinité. Sur place, il découvre qu'il n'est pas là. Ayant été soudoyé par le globe du temps présent qui passe, créé par Raistlin, Astinus révèle qu'il se trouve dans la forteresse magique de Zhaman, située dans les terres naines.
La scène passe à Tasslehoff Raclepieds, qui se trouve lui-même dans les Abysses. Tasslehoff rencontre Takhisis, la Reine des Ténèbres, et il lui raconte comment il a altéré le temps ce qui lui permet probablement de prendre le contrôle du monde. Tas rencontre Gnimsh, un gnome, qui déclare être un raté car toutes ses inventions ont fonctionné (Les gnomes dans le monde de Lancedragon inventent constamment, mais le plus souvent ils échouent. Les gnomes croient qu'échouer est un moyen d'apprendre). Gnimsh accepte d'aider Tasslehoff à sortir des Abysses et commence à réparer l'appareil à voyager dans le temps.
Caramon, Raistlin et Crysania créent la pseudo armée de Fistandantilus composée par la population locale ayant pour dessein de ravager le royaume nain Thorbadin dans le sud lointain, avec Caramon à leur tête. Ceux qui rejoignent son armée se comptent par centaines. L'armée poursuit sa route vers le sud. Les nains des collines se joignent à l'armée de Caramon, croyant que les nains de la montagne leur ont volés leurs provisions et leurs richesses. Crysania s'enfuit quand Raistlin repousse son amour, et elle fomente des plans pour apporter la parole des vrais dieux aux gens, 200 ans avant que Goldmoon ne le fasse lors de la Guerre de la Lance. Elle arrive dans un lieu frappé par la peste et découvre un faux prêtre mourant qu'elle tente de convertir. Elle découvre que les gens sont encore trop en colère pour accepter les vrais dieux pour le moment. Raistlin et Caramon commencent à plaisanter et à partager des souvenirs. Plus tard, Raistlin et Camaron vont au village où se trouve Crysania. Raistlin utilise son immense pouvoir pour invoquer un énorme incendie qui rase la ville. Il est en fait en train de préparer Crysania à venir avec lui dans les abysses à l'aide d'épreuves comparables à celles de Huma Dragonbane.
Caramon et son armée capturent rapidement la forteresse de Pax Tharkas grâce à l'aide des traitres nains noirs. Les nains de la montagne battent en retraite à Thorbardin et ferment les portes, se préparant à la guerre. Kharas, le héros nain, mène une audacieuse tentative d'assassinat sur Raistlin. Il le blesse sévèrement mais Raistlin ne meurt pas encore. Crysania soigne Raistlin, probablement à son corps défendant. On apprend alors que Tas et Gnimsh se sont échappés des Abysses et sont retenus captifs à Thorbardin. Raistlin arrive et sauve Tas, mais il tue Gnimsh, sans doute pour rectifier l'erreur de Fistandantilus de permettre au gnome d'être au portail quand il essaye d'y entrer. Peu après, on apprend que les nains noirs les trahissent et ils tuent lentement les nains des collines. Ils essayent également d’assassiner Caramon, mais ils sont repoussés. Raistlin, après une dernière conversation avec son frère, ouvre le portail avec l'aide de Crysania ; dans le même temps, Caramon et Tas active l'appareil (à retourner dans le temps), retournant à leurs propres époques. Il en résulte une explosion qui souffle Zhaman ; cependant cette fois, Crysania et Raistlin entrent dans le portail alors que Denubis, l'alter ego de Crysania dans le passé était mort et que Fistandantilus quittait ce plan d'existence. Le livre se termine lorsque Raistlin entre dans les Abysses.

## Personnages
- Raistlin Majere, un mage maléfique, probablement le plus fort qui n'ait jamais vécu.
- Caramon Majere, le frère jumeau de Raistlin, un aimable guerrier.
- Crysania, une prêtresse de Paladine amoureuse de Raistlin.
- Tasslehoff Racle-pieds, un kender qui a le pouvoir de modifier le temps.